# Азербайджан на зимних Олимпийских играх 2006
Азербайджан был представлен на Олимпийских играх в Турине двумя спортсменами в одном виде спорта.

## Фигурное катание
| Спортсмены                    | Дисциплина | ОбТ   | ОбТ   | ОрТ   | ОрТ   | ПТ    | ПТ    | Всего  | Всего          |
| Спортсмены                    | Дисциплина | Баллы | Место | Баллы | Место | Баллы | Место | Баллы  | Итоговое место |
| ----------------------------- | ---------- | ----- | ----- | ----- | ----- | ----- | ----- | ------ | -------------- |
| Кристин Фрейзер Игорь Луканин | танцы      | 27.27 | 20    | 43.83 | 19    | 77.14 | 17    | 148.24 | 19             |

- Примечание: ОбТ — обязательный танец, ОрТ — оригинальный танец, ПТ — произвольный танец